# Удивительное воскресенье
«Удиви́тельное воскресе́нье» (чеш. V šest ráno na letišti — В шесть утра в аэропорту) — чехословацко-советский детский фильм 1957 года. Большинство ролей исполнили советские актёры.
В фильме представлена жизнь в крупном городе конца пятидесятых годов. Он начинается с видов тогдашней Праги и показывает пражский аэропорт. Москва представлена особенно интенсивно — можно увидеть аэропорт Внуково, новостройки Юго-запада, Ленинский проспект, проспект Мира и многие другие улицы Москвы, а также многие достопримечательности — здание МГУ, ВДНХ, парк Горького, Кремль, гостиницу «Украина», московское метро и ряд других объектов. В фильме детально отображается самолёт Ту-104, его интерьер и кабина пилотов; появляются не менее 23 марок советских и чехословацких автомобилей, мотоциклов и автобусов; отображаются интерьеры советских и чехословацких квартир, детские игрушки и детские игры того времени. В фильме представлено множество кадров московских улиц во время проведения VI Всемирного фестиваля молодёжи, а также праздничных мероприятий в рамках фестиваля.

## Сюжет
Утром в воскресенье 28 июля 1957 года пражские пионеры провожают своих соотечественников в Москву на открытие VI Всемирного фестиваля молодёжи. Среди них мальчик по имени Пепичек (уменьшительное от Йозеф), который пробирается на борт советского Ту-104, и оставшись незамеченным, улетает в Москву. Когда его присутствие обнаруживается, командир корабля отчитывает мальчика и обещает вечером отправить обратно, однако потом смягчается и показывает ему кабину и приборы самолёта. 
Тем же рейсом летит гражданин с чемоданчиком. Во Внуково гражданин роняет чемоданчик, и Пепичек, желая его вернуть, пытается догнать гражданина, но тот уезжает. Вместе с группой советских пионеров Пепичек едет в город. Там он встречает русского мальчика Мишу, который сначала приглашает его к себе домой, а потом пытается помочь найти владельца чемоданчика. По телефону они выясняют, что тот остановился в гостинице «Украина». Мальчики приезжают в гостиницу, и случайно открывают чемоданчик, в котором оказываются драгоценности и пистолет. Решив, что гражданин является диверсантом, они пытаются оповестить милиционера, но гражданин появляется, отбирает чемоданчик и уезжает на автобусе для участников фестиваля. 
Герои пытаются выследить диверсанта, для чего садятся в такси, но в середине поездки понимают, что у них не хватит денег, поэтому убегают. Таксист куда-то звонит и узнаёт, что Пепичка разыскивают. Мальчики тем временем ищут диверсанта, попутно исследуя Москву — они посещают ВДНХ, катаются на метро, плывут мимо Кремля на прогулочном судне, и наконец, попадают в парк Горького. Там они видят выступление «диверсанта», который на самом деле оказывается иллюзионистом, а пистолет и драгоценности ненастоящие и нужны ему для фокусов. 
На ВДНХ их снова встречает таксист, который сообщает им, что Пепичка вовсю разыскивают, и отвозит в аэропорт, где его ждёт уже знакомый экипаж Аэрофлота. Пепичек прощается с таксистом и Мишей, который дарит ему свою кепку, а Пепичек отдаёт ему свои марки. Прилетев обратно в Прагу, он, уставший, ложится спать. Его брат, вернувшись с работы, находит подаренную кепку, а включив телевизор, видит кадры с фестиваля, где также мелькает Пепичек. Фильм заканчивается документальными кадрами с открытия фестиваля, закадровый голос рассказывает о дружбе народов.

## В ролях
| Актёр              | Роль                                   |
| ------------------ | -------------------------------------- |
| Томаш Седлачек     | Пепичек                                |
| Владимир Силуянов  | Миша                                   |
| Мирослав Гомола    | фокусник                               |
| Яна Дитетова       | чехословацкая корреспондентка          |
| Марк Бернес        | командир Ту-104                        |
| Василий Нещипленко | второй пилот                           |
| Юрий Саранцев      | бортинженер                            |
| Лилия Юдина        | стюардесса                             |
| Эльза Леждей       | стюардесса                             |
| Юрий Легков        | бортрадист                             |
| Николай Яхонтов    | штурман                                |
| Николай Крючков    | таксист                                |
| Виктор Уральский   | контролёр на ВДНХ (в титрах не указан) |
| Станислав Фишер    | брат Пепичка                           |